# Unión Colorada y Batllista
La Unión Colorada y Batllista (UCB) és un sector polític del Partit Colorado de l'Uruguai. El seu nom fa referència al partit polític del qual forma part i a les idees proposades pel batllisme. No obstant això, els pensaments socialdemòcrates es van perfilar en un sector encara més conservador amb el temps.
Alguns dels seus membres més destacats van ser els expresidents Óscar Diego Gestido i Jorge Pacheco Areco.
El 1994 va ser elegit el seu últim diputat, Jorge Pacheco Klein; la magra votació del sector va ocasionar l'allunyament de nombrosos dirigents com Óscar Magurno Souto i Jude. El 1998, amb la mort de Pacheco, el seu fill va renunciar a la banca parlamentària que va ser ocupada pel seu primer suplent, Alberto Iglesias, i aquest va enarborar el lideratge del sector. D'altra banda, el 2004 va donar suport a Guillermo Stirling, candidat a la presidència pel seu partit.
La UCB no ha tornat a obtenir cap representació parlamentària fins a la data. Actualment, Alberto Iglesias ocupa una butaca al Comitè Executiu Nacional del Partit Colorado, i va donar suport a la precandidatura de Pedro Bordaberry durant les eleccions internes de juny de 2009.